# Academia Estatal de Arte y Arquitectura de los Urales
La Academia Estatal de Arte y Arquitectura de los Urales (en ruso: Уральская государственная архитектурно-художественная академия, abreviada internacionalmente como USAAA o en ruso УрГАХА) es una institución educativa enfocada en enseñanza de las artes y la arquitectura situada en la localidad de Ekaterimburgo, capital del óblast de Sverdlovsk y del distrito federal del Ural, Rusia.

## Historia

### Fundación e inicios
La academia fue fundada en 1947 como el departamento de arquitectura de la Universidad Estatal Técnica de los Urales. Veinte años después de su creación, en 1967, fue reorganizada y transformada en una rama del Instituto de Arquitectura de Moscú (abreviado como MArchI), que más tarde se convirtió en una escuela independiente de arquitectura, originalmente conocida como Instituto de Arquitectura de Sverdlovsk.
La institución logró notoriedad en el país por el papel que desempeñó en la formación de la llamada "subcultura del rock" (o subcultura de la resistencia) en la época de la Unión Soviética. El club de rock de Sverdlovsk, fundado en la academia en 1986, fue el lugar de nacimiento de un número considerable de famosas agrupaciones rusas como Urfin Dzhyus, Chaif, Nautilus Pompilius, Nastya, Trek y Agata Kristi, entre otras.
En 1992 recibió definitivamente el nombre de Instituto Estatal de Arte y Arquitectura de los Urales (en ruso: Уральская государственная архитектурно-художественная академия) y en 1995, el Comité Estatal de Educación Superior de la Federación de Rusia le concedió el estatus de academia. Este reconocimiento, junto con el de universidad, se concede a las instituciones educativas que ofrecen educación superior en una o varias áreas de conocimiento especializadas.

### Actualidad
En 2015 la institución logró el rango de Universidad de acuerdo con las nuevas políticas educativas promulgadas en el año 2014. Actualmente es una de las escuelas de diseño y arquitectura más prestigiosas de Rusia. La academia cuenta con veinte cátedras, seis departamentos y dos institutos (Instituto de Artes Visuales e Instituto de Urbanismo). Desde 1992 se encarga de crear y publicar la revista científica Archiecton: izvestiya vuzov (Architecton: Actas de la enseñanza superior).